# ボーダフォン・アリーナ
ボーダフォン・パークは、トルコ・イスタンブールにある全個席の多目的スタジアム。
サッカーのベシクタシュJKのホームスタジアムとして使用予定であり、それまでのホームスタジアムであったイニョニュ・スタジアムを解体・建て替えた。命名権はボーダフォンのトルコ現地法人が取得。10年間+5年間のオプション契約を持っている。2016年4月11日に完成した。
2016年12月10日 ベシクタシュとブルサスポル（Bursaspor）の試合終了後にスタジアム付近で自動車爆弾が爆発した 。